# Anna Babka
Anna Babka (* 1962 in Wien) ist eine österreichische Literatur- und Kulturwissenschaftlerin, Autorin und Politikerin. Außerdem ist sie assoziierte Professorin für neuere deutsche Literaturwissenschaft am Institut für Germanistik der Universität Wien. Ihre Forschungsschwerpunkte sind vor allem Literatur- und Kulturtheorie, kulturwissenschaftliche Geschlechterforschung, Cyberfeminismus, Queer Studies und Postcolonial Studies.

## Wissenschaftliche Arbeit

### Ausbildung
Babka studierte Vergleichende Literaturwissenschaft, Germanistik, Romanistik und feministische Theorie an der Universität Wien, mit Austauschsemestern an der Université de Lausanne und in Paris. In den Wintersemestern 1992/93 und 1993/94 sowie im Sommersemester 1994 war sie als Tutorin am Institut für Europäische und Vergleichende Sprach- und Literaturwissenschaft in Wien tätig. Ihre 1994 verfasste Diplomarbeit Ingeborg Bachmann in Frankreich: zur Rezeption von Werk und Person wurde zwei Jahre später vom Hora Verlag in Wien publiziert. Im Oktober 1998 promovierte sie summa cum laude an der Universität Wien. Ihre Dissertation trägt den Titel Unterbrochen – Gender und die Tropen der Autobiographie und erschien 2002 beim Passagen Verlag in Wien in Buchform.

### Forschungstätigkeit und Lehre
Von 1992 bis 2003 arbeitete Babka als wissenschaftliche Mitarbeiterin an folgenden Forschungsprojekten mit:
| Jahr      | Titel | Leitung                                                                                       |
| 1992/93   | Anthology of Austrian and Hispanoamerican contemporary writers                                                                               | Alberto Martino, Institut für Europäische und Vergleichende Sprach- und Literaturwissenschaft |
| 1993–1995 | Critical Edition of the Works of Ingeborg Bachmann's „Todesarten“ -Project                                                                   | Robert Pichl, Institut für Germanistik                                                        |
| 1995–1998 | The Private Library of Ingeborg Bachmann. An Intertextual Analysis                                                                           | Robert Pichl, Institut für Germanistik                                                        |
| 1999–2001 | Development of a Graduate-School „Narratives in Media Change“                                                                                | Selbstorganisiert als Teil des Projekts der AG Kulturwissenschaften/Cultural Studies          |
| 2002–2003 | Organisationsprozesse feministischer Wissenschaften in inner- und außeruniversitären Zusammenhängen: Bedingungen – Möglichkeiten – Hemmnisse | Verband feministischer Wissenschaftlerinnen                                                   |
| 2002–2003 | Die Medialität von Geschlecht. Zum Verhältnis von Geschlecht und IKT in wissenschaftskommunikativen und -organisatorischen Prozessen         | Bundesministeriums für Bildung, Wissenschaft und Forschung                                    |

Von April 1999 bis Oktober 2000 hatte Babka eine Stelle als Postdoc im Rahmen des Graduiertenkollegs „Repräsentation – Rhetorik – Wissen“ an der Europa-Universität Viadrina Frankfurt (Oder) sowie von April 2000 bis Juli 2002 an der Amsterdam School for Cultural Analysis an der Universiteit van Amsterdam inne. Von September 2001 bis August 2002 hielt sie sich durch das Erwin-Schrödinger-Mobilitätsstipendium an der University of California in Berkeley auf.
Von Februar 2001 bis November 2002 konzipierte und setzte sie gemeinsam mit Sibylle Moser die Website productive differences auf. Die Online-Plattform entstand im Rahmen des Forschungsprojekts Produktive Differenzen: Geschlechterforschung als Beobachtung und Performanz von Differenz des Bundesministeriums für Bildung, Wissenschaft und Forschung, an welchem die Wissenschaftlerinnen zeitgleich arbeiteten. Sie widmet sich der transdisziplinären Verknüpfung und Kontrastierung moderner Theorieansätze zur „Konstruktion, Dekonstruktion und Rekonstruktion von Geschlecht und Gender“.
Seit 2005 beschäftigt sich Babka mit der Edition und Übersetzung der Werke der postkolonialistischen Theoretikerin Trinh Thi Minh Ha. Die Übersetzungen sind bei Turia & Kant in Wien erschienen.
Im Jänner 2006 wurde sie ins Postdoc-Programm Hertha Firnberg des Fonds zur Förderung der wissenschaftlichen Forschung aufgenommen und forschte bis Dezember 2011 am Institut für Germanistik der Universität Wien. Ihr Forschungsprojekt trägt den Titel Necessary Entanglements. Postcolonial Theories and Gender Theories as Perspectives for German Literary Criticism. Anschließend erhielt sie die Stelle des Elise Richter Senior-Postdoc-Programms und forschte zu Necessary Interconnections: postcolonial-Queer. Postcolonial Theories and Queer Theories in dialogue with texts in German language. On the interaction of theoretical insights and literary exploration.
Im Rahmen der wissenschaftlich-technischen Zusammenarbeit der österreichischen Austauschdienst-Gesellschaft arbeitete sie von 2009 bis 2014 an bilateralen Forschungsprojekten zwischen Österreich und Rumänien, Tschechien und Kroatien. Die Projekte beschäftigen sich mit Fragen der Forschung zu Gender und Geschlechterrollen, Migrationsliteratur und Postimperialismus der Österreichisch-Ungarischen Monarchie.
Seit Oktober 2019 ist Babka Teil des Forschungsprojekts Gender revisited: Verhandlungen von Geschlecht im Zeitalter des Posthumanismus an der Universität Graz gemeinsam mit Hildegard Kernmayer, Marietta Schmutz, Jasmin Doubek und Julia Lingl. Untersucht wird die veränderte Rolle des Geschlechts im Posthumanismus auf Basis eines geschlechtertheoretischen sowie eines literarisch-künstlerischen Diskurses.

#### Forschungsschwerpunkte
- Gender Studies
- Queer Studies
- Postcolonial Studies
- Cyberfeminism
- Dekonstruktion
- Rhetorik
- Theorie und Methodologie der Literatur- und Kulturwissenschaften
- Theorie der Autobiographie
- Literatur der Romantik (u. a. Heinrich von Kleist)
- Literatur der Moderne (u. a. Robert Michel, Else Lasker-Schüler)
- Nachkriegsliteratur (u. a. Ingeborg Bachmann) und zeitgenössische österreichische Literatur[1]

#### Lehrtätigkeit
Im März 2010 erhielt Babka eine reguläre Anstellung als Assistenzprofessorin am Institut für Germanistik, die sie mit Ausnahme eines dreimonatigen Forschungsaufenthalts als Gastdozentin der Beatrice Bain Research Group an der University of California in Berkeley bis Juli 2014 ausübte. Seitdem ist sie assoziierte Professorin am Institut für Germanistik in Wien.
Ihre Vorlesungen und Seminare beschäftigen sich hauptsächlich mit feministischer Theorie, Gender- und Queertheorie im Rahmen neuerer deutscher Literatur, der Theorie und Methodik der Literatur- und Kulturwissenschaft, Poetry Slam in Theorie und Praxis, Migration und Flucht, Postkolonialismus und das Leben und Werk der österreichischen Schriftstellerin Barbara Frischmuth. Seit 2014 betreut sie laufend Diplomarbeiten und Dissertationen zu feministischen, gendertheoretischen, dekonstruktivistischen und postkolonialen Themen.

### Wissenschaftliche Verwaltungstätigkeit
1990 trat Babka den Posten der Studienrichtungsvertreterin am Institut für Europäische und Vergleichende Sprach- und Literaturwissenschaft an und war Herausgeberin der Studienzeitschrift Kom.miT. Zwischen 1992 und 1995 wurden unter ihrer Leitung 12 Ausgaben veröffentlicht. Von 2004 bis Ende 2005 war sie Mitglied des Fakultätskollegiums sowie anderer Kommissionen wie etwa der Frauenforschungskommission, der Habilitationskommission, der Raumkommission und der Lehrauftragskommission. Außerdem ist sie seit Mai 2010 stellvertretende Vorsitzende des Betriebsrats für das wissenschaftliche Personal sowie Ersatzmitglied des Arbeitskreises für Gleichbehandlungsfragen an der Universität Wien.

### Mitgliedschaften bei wissenschaftlichen Gesellschaften
- seit 1/1996: Vorstandsmitglied Movie-n-opera
- seit 1/2000: The International Association for Philosophy and Literature (IAPL) und Modern Language Association
- seit 1/2002: Verband feministischer Wissenschafterinnen
- seit 8/2004: Deutscher Germanistenverband
- seit 1/2006: Österreichische Gesellschaft für Germanistik
- seit 1/2007: Verein Arbeitskreis Altgermanistik
- seit 3/2010: Vorstandsmitglied LOOP. Verein zur Erforschung von Mediensystemen[1]
- seit 6/2013: Vorstands- und Gründungsmitglied aka / Arbeitskreis Kulturanalyse

## Politische Arbeit
Babka engagiert sich seit 2005 bei den Wiener Grünen im siebenten Wiener Gemeindebezirk Neubau. Von November 2006 bis Februar 2016 war sie als Vorstandsmitglied der Neubauer Grünen sowie seit 2013 als Bezirksrätin tätig. Von 2016 bis 2019 war sie Teil der Klubleitung.
Gemeinsam mit Ursula Berner kuratiert sie seit 2007 jährlich die politische Kunstausstellung Grüne Galerie 7 und ist Vorsitzende der Kulturkommission.

## Veröffentlichungen

### Monographien
- Ingeborg Bachmann in Frankreich. Zur Rezeption von Werk und Person. Hora, Wien 1996, ISBN 3-7027-0108-7.
- Unterbrochen – Gender und die Tropen der Autobiographie. Passagen, Wien 2002, ISBN 978-3-85165-430-1.
- mit Gerald Posselt: Gender und Dekonstruktion. Begriffe und kommentierte Grundlagentexte der Gender- und Queer-Theorie. Unter Mitarbeit von Sergej Seitz und Matthias Schmidt. Facultas/UTB, Wien 2016, ISBN 978-3-8252-4725-6.
- Postcolonial-Queer. Erkundungen in Theorie und Literatur. Turia & Kant, Wien 2019, ISBN 978-3-85132-928-5.

### Herausgeberschaften
- Queer Reading in den Philologien. Modelle und Anwendungen. Unter Mitarbeit von Meri Disoski, Ursula Knoll, Julia Malle, Renaud Lagabrielle und Maria Katharina Wiedlack. Hrsg. von Anna Babka und Susanne Hochreiter. V&R Unipress, Göttingen 2008, ISBN 978-3-89971-387-9.
- Trinh T. Minh-ha: Woman, Native, Other. Postkolonialität und Feminismus Schreiben. Hrsg. und mit einem Vorwort von Anna Babka. Übersetzt von Kathrina Menke. Unter Mitarbeit von Matthias Schmidt. Turia & Kant, Wien 2010, ISBN 978-3-85132-579-9.
- Koloniale und postkoloniale deutschsprachige Literatur (Sektion 43). Betreut und bearbeitet von Adjaï Paulin Oloukpona-Yinnon, hrsg. von Anna Babka und Axel Dunker. Peter Lang, Frankfurt am Main 2012, ISBN 978-3-631-63214-7.
- Die Lust an der Kultur/Theorie. Transdisziplinäre Interventionen. Für Wolfgang Müller-Funk. Hrsg. von Anna Babka, Daniela Finzi und Clemens Ruthner. Turia & Kant, Wien 2012, ISBN 978-3-85132-697-0.
- Postkoloniale Lektüren. Perspektivierungen deutschsprachiger Literatur. Hrsg. von Anna Babka und Axel Dunker. Aisthesis, Bielefeld 2013, ISBN 978-3-8498-1002-3.
- Begegnungen und Bewegungen: Österreichische Literaturen. Hrsg. von Anna Babka, Renata Cornejo und Sandra Vlasta. Praesens 2014 (= Aussiger Beiträge. Germanistische Schriftenreihe aus Forschung und Lehre, Bd. 8), ISBN 978-3-7069-0813-9.
- Broken Narratives / Narrative im Bruch. Theoretische Positionen und Anwendungen. Hrsg. von Anna Babka, Marlen Bidwell-Steiner und Wolfgang Müller-Funk. Vienna University Press, Wien 2016, ISBN 978-3-8471-0596-1.
- »Im Liegen ist der Horizont immer so weit weg«. Grenzüberschreitungen bei Barbara Frischmuth. Hrsg. von Anna Babka und Peter Clar. Unter Mitarbeit von Flora Petrik. Sonderzahl, Wien 2017, ISBN 978-3-85449-465-2.
- Postkolonialität denken – Spektren germanistischer Forschung in Togo. Hrsg. von Obi Assemboni, Anna Babka, Laura Beck und Axel Dunker. Praesens, Wien 2017, ISBN 978-3-7069-0830-6.
- »Ich schreibe, also bin ich«. Schreibweisen bei Barbara Frischmuth. Hrsg. von Anna Babka, Silvana Cimenti und Peter Clar. Sonderzahl, Wien 2019, ISBN 978-3-85449-529-1.

#### aka | Texte
Die Reihe aka|Texte umfasst Monographien, Sammelbände und Vorträge, und wird von Anna Babka, Peter Clar, Daniela Finzi, Ingo Pohn-Lauggas, Matthias Schmidt, Gianna Zocco (Nr. 3–6) und Marina Rauchenbacher (ab Nr. 7) herausgegeben.
- Johan Schimanski: Grenzungen. Versuche zu einer Poetik der Grenzen. Hrsg. von Anna Babka und Matthias Schmidt. Turia & Kant, Wien/Berlin 2020, ISBN 978-3-85132-970-4.
- Judith Butler: Politik des Todestriebes. Der Fall Todesstrafe. Sigmund Freud Vorlesung 2014. Hrsg. vom Sigmund Freud Museum Wien und Arbeitskreis Kulturanalyse. Aus dem Amerikanischen von Gerald Posselt und Sergej Seitz. Turia & Kant, Wien/Berlin 2014 (= aka | Texte, 1), ISBN 978-3-85132-760-1.
- Matthias Schmidt (Hrsg.): Rücksendungen zu Jacques Derridas »Die Postkarte«. Ein essayistisches Glossar. Hrsg. von Arbeitskreis Kulturanalyse. Unter Mitarbeit von Tanja Veverka. Turia & Kant, Wien/Berlin 2015 (= aka | Texte, 2), ISBN 978-3-85132-815-8.
- Mieke Bal: Lexikon der Kulturanalyse. Hrsg. von Arbeitskreis Kulturanalyse. Aus dem Englischen von Brita Pohl. Turia & Kant, Wien/Berlin 2016 (= aka | Texte, 3), ISBN 978-3-85132-838-7.
- Trinh T. Minh-ha: Elsewhere, within here. Immigration, Flucht und das Grenzereignis. Hrsg. von Anna Babka und Matthias Schmidt. Turia & Kant, Wien 2017 (= aka | Texte, 4), ISBN 978-3-85132-849-3.
- mit Katrin Lasthofer: Representation Revisited. Mit Beiträgen von Marianne Maderna, Nikita Dhawan, Anna Babka und Mieke Bal. Turia & Kant, Wien/Berlin 2017 (= aka | Texte, 5), ISBN 978-3-85132-875-2. [In Kooperation mit dem Referat Genderforschung der Universität Wien].
- Alenka Zupančič: Freud und der Todestrieb. Hrsg. vom Sigmund Freud Museum und aka Arbeitskreis Kulturanalyse. Aus dem Englischen von Sergej Seitz und Anna Wieder. Turia & Kant, Wien 2019 (= aka | Texte, 6), ISBN 978-3-85132-892-9.
- Judith Butler: Wenn die Geste zum Ereignis wird. Hrsg. von Anna Babka und Matthias Schmidt. Aus dem amerikanischen Englisch von Anna Wieder und Sergej Seitz. Turia & Kant, Wien 2019 (= aka | Texte, 7), ISBN 978-3-85132-927-8.

### Artikel (Auswahl)
- mit Hildegard Haberl: Kulturwissenschaften / Cultural Studies und Gender Studies. Zu den Relationen transdiziplinärer Forschungsansätze und den Tendenzen ihrer Institutionalisierung. In: Gabriele Moser (Hrsg.): Quo Vadis Universität. Universitäre Profilbildung aus der Sicht der Feministischen Theorie und Gender Studies. StudienVerlag, Innsbruck/Wien/München 2002, S. 155–172.
- Feministische Literaturtheorien. In: Martin Sexl (Hrsg.): Einführung in die Literaturtheorie. WUV (UTB TB), Wien 2004, S. 191–222 (online nachlesbar hier).
- ‚Maskierte Aufspreizung‘. Derrida, das Hymen und das Lesen der Geschlechterdifferenz – eine Perspektivierung. In: Peter Zeillinger (Hrsg.): Nach Derrida. Dekonstruktion in zeitgenössischen Diskursen. Turia & Kant, Wien 2006, S. 200–217 (online nachlesbar hier).
- ’In-side-out‘ the Canon. Postkoloniale Theorien und Gendertheorien als Perspektiven für die germanistische Literaturwissenschaft. In: Marlen Bidwell-Steiner / Karin S. Wozonig (Hrsg.): A Canon of Our Own. StudienVerlag, Innsbruck/Wien/Bozen 2006, S. 117–132 (online nachlesbar hier).
- Queering the differences. Gender, Dekonstruktion und die Vielfalt von Differenz. In: Bernhard Müller / Michael Rosecker: Bibliothek der Grundwerte. Gleichheit – Fragen der Identität, Ähnlichkeit, Vielfalt und Differenz. Verein Alltag Verlag, Wiener Neustadt 2007, S. 260–270.
- Reading Kleist Queer. Eine rhetorisch-dekonstruktive Lektüre von ‚Über das Marionettentheater’. In: Anna Babka / Susanne Hochreiter (Hrsg.): Queer Reading in den Philologien. Modelle und Anwendungen. Vienna University Press bei V&R unipress, Wien 2008, S. 237–264 (online nachlesbar hier).
- mit Meri Disoski / Susanne Hochreiter / Stefan Krammer: Kuscheltiere. Liebet und vermehret Euch! In: Pia Janke (Hrsg.): Ritual. Macht. Blasphemie. Kunst und Katholizismus in Österreich seit 1945. Praesens, Wien 2010, S. 359–361 (online nachlesbar hier).
- mit Peter Clar: Elfriede Jelinek. Feminism, politics and a gender- and queertheoretical perspectivation of „Krankheit oder Moderne Frauen & Ulrike Maria Stuart“. In: Journal of Research in Gender Studies, Bd. 2 (1). Addleton Academic Publishers, New York 2012, S. 66–86 (online nachlesbar hier).
- Erinnerung/Gedächtnis und die Tropen der Autobiographie. Zur auswendigen Performanz von Gendernormen. In: Jacob Guggenheimer u. a. (Hrsg.): ‚When we were gender…‘. Geschlechter erinnern und vergessen. Analysen von Geschlecht und Gedächtnis in den Gender Studies, Queer-Theorien und feministischen Politiken. Transcript, Bielefeld 2013, S. 67–76.
- Den Balkan konstruieren. Postkolonialität lesen. Ein Versuch mit Karl Mays Kara Ben Nemsi Effendi aus „In den Schluchten des Balkan“. In: Matthias Schmidt u. a. (Hrsg.): Narrative im (post-)imperialen Kontext. Literarische Identitätsbildung als Potential im regionalen Spannungsfeld zwischen Habsburg und Hoher Pforte in Mittel- und Südosteuropa. Francke, Tübingen 2015, S. 103–116.
- mit Ursula Knoll: Geschlecht erzählen. Zur Rhetorik der Unterbrechung in Herculine Abel Barbins autobiografischen Aufzeichnungen. In: Anna Babka / Marlen Bidwell-Steiner / Wolfgang Müller-Funk (Hrsg.): Broken Narratives / Narrative im Bruch. Theoretische Positionen und Anwendungen. Vienna University Press, Wien 2016, S. 195–222.
- Entferntes Verstehen und/oder die Sprache der Liebe in Gedichten Friederike Mayröckers. In: Johann Lughofer (Hrsg.): Friederike Mayröcker: Interpretationen – Kommentare – Didaktisierungen (Ljurik) / Internationale Lyriktage der Germanistik Ljubljana, Bd. 5. Praesens, Wien 2017, S. 105–116.
- Mit Medusa lachen. Schreibweisen kultureller und sexueller Differenz bei Barbara Frischmuth. In: Anna Babka / Silvana Cimenti / Peter Clar (Hrsg.): „Ich schreibe, also bin ich“. Schreibweisen bei Barbara Frischmuth. Sonderzahl, Wien 2019, S. 155–169.

### Beiträge in Internetzeitschriften und -foren
- Erinnern und Vergessen und die Frage nach Identität. In: derStandard.at, (26. Juni 2001) (online nachlesbar in der.Standard.at).
- The Days of the Human May be Numbered. Theorizing Cyberfeminist Metaphors. Rereading Kleist’s „Gliedermann“ as Cyborg, as „Ghost in the Shell“. In: TRANS. Internet-Zeitschrift für Kulturwissenschaften, Bd. 15, (August 2004) (online nachlesbar in TRANS).
- mit Susanne Hochreiter / Wolfgang Lederhaas: Queer Studies lesen Sexualität ‚quer‘. In: ORF ON Science, (November 2006).
- Gender(-Forschung) und Dekonstruktion. Vorläufige Überlegungen zu den Zusammenhängen zweier Reflexionsräume. In: Produktive Differenzen. Forum für Differenz- und Genderforschung, (Juni 2007) (online nachlesbar in Produktive Differenzen).